# هرمان جيرلاند
هرمان جيرلاند (بالألمانية: Hermann Gerland)‏ هو مدرب كرة قدم ولاعب كرة قدم ألماني في مركز الدفاع، ولد في 4 يونيو 1954 في بوخوم في ألمانيا. لعب مع نادي بوخوم.

## وصلات خارجية
- هرمان جيرلاند على موقع قاعدة بيانات كرة القدم.إي يو (الإنجليزية)